# Belpata
Belpata (nep. बेलपाटा) – gaun wikas samiti w zachodniej części Nepalu w strefie Bheri w dystrykcie Dailekh. Według nepalskiego spisu powszechnego z 2011 roku liczył on 570 gospodarstw domowych i 2721 mieszkańców (1418 kobiet i 1303 mężczyzn).